# Hada labecula
Hada labecula là một loài bướm đêm trong họ Noctuidae.